# Мон-Репо (парк, Лозанна)
Мон-Репо́ (фр. Mon Repos — «мой покой») — пейзажный парк в швейцарском городе Лозанне, основанный в XIX веке.
Первоначально на месте современного парка размещались виноградники. В 1747 году здесь была построена вилла Авраама Секретана, в которой Вольтер написал пьесу  «Заира». В 1817 году его приобрёл богатый финансист Винсент Пердонне (1768—1850 гг.), который решил превратить это место в английский парк с редкими деревьями, включая гигантскую секвойю. Позднее в парке появились неоготическая башня с искусственным водопадом, оранжерея, ротонда. В 1910 году парк перешёл в собственность муниципалитета. 
В 1927 году рядом с парком было открыто здание Верховного суда Швейцарии. В 1922—1967 годах в доме Секретана размещался Международный олимпийский комитет. В летний сезон в парке на открытом воздухе проходит Лозаннский фестиваль и фестиваль электронной музыки.